# Xanthorhoe relictata
Xanthorhoe relictata là một loài bướm đêm trong họ Geometridae.